# Howard A. Smith
Howard Alvin Smith (* 17. Juni 1912 in Lewistown, Illinois; † 23. Januar 2002 in Aliso Viejo, Kalifornien) war ein US-amerikanischer Filmeditor.
Smith wurde als eines von mehreren Kindern von Virginia Alice (1881–1950, geb. Jones) und Alvin James Smith (1872–1951) in Lewistown geboren. Er war sowohl unter dem Namen Howard A. Smith als auch unter dem Namen Howard Smith als Filmeditor in Hollywood tätig. Er begann 1935 in Los Angeles seine Arbeit bei den Hal Roach Studios und arbeitete dort unter anderem mit Oliver Hardy und Stan Laurel zusammen. Er wirkte als Cutter für Spielfilme wie zum Beispiel Frühstück bei Tiffany oder Die ins Gras beißen. Sein Schaffen umfasst mehr als 80 Produktionen für Film und Fernsehen, er beendete seine Laufbahn im Jahr 1979 mit der Western-Miniserie Die Sacketts.
Smith war mit Frances M. Smith (1926–2000) verheiratet. Sein Grab befindet sich im Forest Lawn Memorial Park in Hollywood.

## Filmografie (Auswahl)
- 1942: Paramount Victory Short No. T2-3: The Price of Victory (Kurzfilm)
- 1943: Minesweeper
- 1944: The Navy Way
- 1944: Gambler’s Choice
- 1944: Take It Big
- 1944: Double Exposure
- 1945: High Powered
- 1945: Follow That Woman
- 1946: Tokyo Rose
- 1946: Hot Cargo
- 1946: Big Town
- 1946: Angst in der Nacht (Fear in the Night)
- 1947: I Cover Big Town
- 1947: Seven Were Saved
- 1947: Danger Street
- 1947: Jungle Flight
- 1947: Adventure Island
- 1947: Big Town After Dark
- 1948: Der Rächer der Todesschlucht (Albuquerque)
- 1948: Caged Fury
- 1948: Mr. Reckless
- 1948: Big Town Scandal
- 1948: Shaggy
- 1948: Waterfront at Midnight
- 1948: Disaster
- 1949: Dynamite
- 1949: The Lucky Stiff
- 1949: El Paso, die Stadt der Rechtlosen (El Paso)
- 1949: Vom FBI gejagt (Manhandled)
- 1949: Special Agent
- 1950: Käpt’n China (Captain China)
- 1950: Der Rebell von Mexiko (The Eagle and the Hawk)
- 1950: Gnadenlos gehetzt (The Lawless)
- 1950: Tripolis (Tripoli)
- 1951: Sein letzter Verrat (The Last Outpost)
- 1951: Die Faust der Vergeltung (Passage West)
- 1951: Gold in Neuguinea (Crosswinds)
- 1952: Hongkong (Hong Kong)
- 1952: Die Geliebte des Korsaren (Caribbean)
- 1952: Flucht vor dem Feuer (The Blazing Forest)
- 1953: Tropische Abenteuer (Tropic Zone)
- 1953: Weiße Herrin auf Jamaica (Jamaica Run)
- 1953: Sangaree
- 1954: Der Schatz der Jivaro (Jivaro)
- 1954: Rache auf Haiti (The Golden Mistress)
- 1955: Im Schatten des Galgens (Run for Cover)
- 1955: No Man’s Woman
- 1955: Ich will, daß du mich liebst (Lucy Gallant)
- 1955–1975: Rauchende Colts (Gunsmoke, Fernsehserie)
- 1956: Der schwarze Mustang (Stranger at My Door)
- 1956: Die Todesschlucht von Laramie (Dakota Incident)
- 1956: Mord in der Sierra Nevada (A Strange Adventure)
- 1956: Alles um Anita (Hollywood or Bust)
- 1957: Der Held von Brooklyn (The Delicate Delinquent)
- 1957: Gold aus heißer Kehle (Loving You)
- 1958: Die Heiratsvermittlerin (The Matchmaker)
- 1958: Die schwarze Orchidee (The Black Orchid)
- 1959: So etwas von Frau (That Kind of Woman)
- 1960: Die Dame und der Killer (Heller in Pink Tights)
- 1960: Prinzessin Olympia (Olimpia)
- 1960: Ich kaufte ein Chinesenmädchen (Walk Like a Dragon)
- 1961: Alles in einer Nacht (All in a Night’s Work)
- 1961: Frühstück bei Tiffany (Breakfast at Tiffany’s)
- 1962: Die ins Gras beißen (Hell Is for Heroes)
- 1962: Immer nur deinetwegen (Who’s Got the Action?)
- 1964: Surfen auf Leben und Tod (Ride the Wild Surf)
- 1967–1968: Der Marshall von Cimarron (Cimarron Strip, Fernsehserie)
- 1968–1977: Hawaii Fünf-Null (Hawaii Five-O, Fernsehserie)
- 1970: Cutter duldet keinen Mord (Cutter’s Trail, Fernsehfilm)
- 1971: Mongo’s Back in Town (Fernsehfilm)
- 1973: The Man Who Died Twice (Fernsehfilm)
- 1975: Der letzte Coup (Murph the Surf)
- 1975: Mackintosh und T.J. (Mackintosh and T.J.)
- 1978: Eine tödliche Bedrohung (Stranger in Our House)
- 1979: Die Sacketts (The Sacketts, Miniserie)